# مان ۸۳۸۲
سیارک ۸۳۸۲ (به انگلیسی: 8382 Mann، نامگذاری:1992SQ26) هشت هزار و سیصد و هشتاد و دومین سیارک کشف شده‌است که در ۲۳ سپتامبر ۱۹۹۲ کشف شد.
قدر مطلق سیارک برابر ۱۴٫۸۰ است.